# Episodi di Zero no tsukaima
Questa è la lista completa degli episodi e OAV dell'anime Zero no tsukaima (ゼロの使い魔?). La regia è a cura di Yoshiaki Iwasaki (1ª e 4ª stagione) e Yū Kō (2ª e 3ª stagione) e la serie è prodotta da J.C.Staff. La serie è stata trasmessa per la prima volta, in Giappone, il 3 luglio 2006 sul canale televisivo Chiba TV.

## Lista episodi

### Zero no tsukaima
| Nº | Titolo italiano (traduzione letterale) Giapponese 「Kanji」 - Rōmaji | In onda           | In onda |
| Nº | Titolo italiano (traduzione letterale) Giapponese 「Kanji」 - Rōmaji | Giapponese        |         |
| 1  | Louise la Zero 「ゼロのルイズ」 - Zero no Ruizu | 2 luglio 2006     |         |
| 1  | Louise, una giovane sedicenne aristocratica negata con la magia (infatti ogni suo incantesimo finisce sempre con un'esplosione), alla cerimonia del "Summon Servant" cioè l'evocazione di un famiglio si vede piombare, al posto di un comune animaletto, un comune ragazzo giapponese che non capisce la lingua di quel mondo. Dopo aver concluso il contratto con il famiglio, sulla mano sinistra di Saito appaiono delle rune. Per la vergogna di avere un comune umano come famiglio Louise si rifugia in camera, e dopo aver fatto erroneamente esplodere Saito cercando di farlo stare zitto, ora i due si riescono finalmente a comprendere. Detto ciò, però, Saito cerca di scappare, ma viene riacciuffato da Guiche, un alunno presuntuoso ed egocentrico.                                                                           |                   |         |
| 2  | Un cittadino comune come famiglio 「平民の使い魔」 - Heimin no tsukaima | 9 luglio 2006     |         |
| 2  | Saito si vuole vendicare di Guiche. Così svela con un trucchetto il doppiogioco del ragazzo, ma costui vuole la rivincita, perciò Guiche scatena le sue Valchirie di Bronzo contro Saito. Nonostante i ripetuti divieti di Louise, Saito inizia a lottare con le Valchirie, finendo però sempre al tappeto. Ma quando Guiche gli offre una spada, le rune di Saito iniziano a brillare e riesce a maneggiare agilmente la spada. Quindi Saito sconfigge le Valchirie guadagnandosi l'ammirazione dei nobili. |                   |         |
| 3  | L'ardente seduzione 「微熱の誘惑」 - Binetsu no yuuwaku | 16 luglio 2006    |         |
| 3  | Kirche, la seducente compagna di classe di Louise, vuole sedurre Saito dopo aver visto ciò che era riuscito a fare con la spada. Infatti ordina a Flame, la sua salamandra e famiglio, di portarlo in camera. Ma per tutte le volte che lo porta in camera, Louise se lo riprende prontamente. Infine lei decide di comprare una spada a Saito, per fare in modo che si difenda. Così gli compra una spada vecchia e arrugginita, ma anche Kirche gli compra una spada bella e lucente, e Saito ora deve decidere quale tra le due spade dovrebbe scegliere. Dopo aver scoperto che la spada comprata da Louise sa anche parlare e si chiama Derflinger, Saito sceglie la spada di Louise. |                   |         |
| 4  | Crisi di una cameriera 「メイドの危機」 - Maid no kiki | 23 luglio 2006    |         |
| 4  | Siesta, una cameriera amica di Saito, viene assunta presso la residenza del conte Motte, facendo in modo che così lei diventi sua amante. Quando Saito lo comprende va a riprenderla grazie all'aiuto di Louise, Tabitha e Kirche. |                   |         |
| 5  | La principessa di Tristein 「トリステインの姫君」 - Tristein no himegimi | 30 luglio 2006    |         |
| 5  | È il giorno di mostrare l'abilità del proprio famiglio agli alunni della scuola di magia (a cui presenzierà anche la principessa Henrietta), ma Louise non ha in mente niente. Proprio mentre lei e Saito stanno discutendo la principessa entra nella stanza di Louise e si scopre che le due erano amiche d'infanzia. Il giorno dopo, durante la presentazione dei famigli, viene rubato il Bastone della Distruzione da un ladro di nome Foquet. |                   |         |
| 6  | La vera identità del ladro 「盗賊の正体」 - Douzoku no shoutai | 6 agosto 2006     |         |
| 6  | Saito, Louise, Kirche, Tabitha e la signorina Longueville (la segretaria del preside Osmand) si addentrano nella foresta con la speranza di ritrovare il Bastone della Distruzione. In seguito ad un attacco di un golem, si scopre che è la signorina Longueville è in realtà Foquet. Ma la situazione viene salvata da Saito che, appena tocca il Bastone della Distruzione, le rune iniziano a brillare e ne capisce il funzionamento. Infatti altro non è che un Lanciarazzi. Alla fine dell'episodio Saito dice che anche quell'arma è stata evocata dal suo mondo. |                   |         |
| 7  | Il lavoro part-time di Louise 「ルイズのアルバイト」 - Louise no arubaito | 13 agosto 2006    |         |
| 7  | Louise deve indagare per conto della principessa, per cui si ritrova a dover lavorare come cameriera per la locanda "Le fate incantatrici". A dargli lavoro è Scarron, un uomo che si crede una donna. In questa locanda Louise e Saito sono in incognito, si definiscono fratello e sorella, ma vengono scoperti da Jessica, la figlia di Scarron. Infine dopo tante peripezie l'indagine dà i suoi frutti, e inoltre Louise riceve una ricca mancia. |                   |         |
| 8  | Il segreto di Tabitha 「タバサの秘密」 - Tabitha no himitsu | 20 agosto 2006    |         |
| 8  | In questo episodio Kirche viene invitata a casa di Tabitha per le vacanze estive. Si scopre che il suo vero nome è Charlotte e che suo padre è stato assassinato, inoltre la madre per salvare la figlia aveva bevuto una pozione che l'avrebbe resa pazza. Così Charlotte prende il nome della bambola che la madre tiene sempre con sé riconoscendola come sua figlia, Tabitha. Questa è costretta dallo zio a eseguire missioni pericolose. Intanto nell'accademia di magia Louise beve una pozione d'amore accidentalmente. |                   |         |
| 9  | Il mutamento dei sentimenti di Louise 「ルイズの変心」 - Louise no henshin | 27 agosto 2006    |         |
| 9  | Louise si innamora perdutamente della prima persona che vede (che, guarda caso, è Saito) e fa di tutto per sedurlo. Ma lui non ne approfitta perché non sarebbe giusto nei confronti della povera Louise. Così parte con Guiche e Montmorency a prendere l'antidoto della pozione d'amore, la lacrima di uno spirito elementale. Saito riesce a riceverla dopo che promette allo spirito che gli porterà il suo tesoro, l'anello di Andvari. |                   |         |
| 10 | La richiesta della principessa 「姫君の依頼」 - Himegimi no irai | 3 settembre 2006  |         |
| 10 | Louise, Saito e Guiche partono, sotto richiesta della principessa, per una missione che implica il restituire al principe di Albion una lettera della principessa. Durante il viaggio questi si imbattono nel promesso sposo di Louise, Ward, il capitano dei Cavalieri del Grifone. |                   |         |
| 11 | Il matrimonio di Louise 「ルイズの結婚」 - Louise no kekkon | 10 settembre 2006 |         |
| 11 | Louise e Ward salgono insieme sulla nave per Albion, dato che Saito e Guiche erano impegnati a combattere contro un golem di Foquet, e perciò rimangono a terra. Una volta consegnata la busta al principe di Albion, Wardes, Ward chiede a Louise di sposarlo, ma, visto che lei esita, lui la ipnotizza e la costringe. Durante il matrimonio, celebrato dallo stesso principe Wardes, Louise non riesce a pronunciare il fatidico "Lo Voglio". Interviene Saito che la sveglia dall'ipnosi, e, sotto gli occhi di tutti, Ward uccide il principe, facendosi così scoprire come traditore. Alla fine la chiesa in cui si stava celebrando il matrimonio crolla in fiamme, ma Saito e Louise vengono salvati da Kirche e Tabitha all'ultimo momento. Mentre Louise dorme sul dragone Saito la bacia.                                           |                   |         |
| 12 | Il tesoro chiamato Zero 「ゼロの秘宝」 - ZERO no hibou | 17 settembre 2006 |         |
| 12 | Siesta torna al suo villaggio d'origine perché è in corso la guerra, e invita Saito ad andare con lei. Lui accetta e, per una serie di eventi, si ritrovano con Kirche, Tabitha, Guiche, Louise e il professor Colbert a cercare un tesoro, appartenente a un uomo venuto dallo stesso mondo di Saito. Si diceva fosse un dragone molto veloce, e in realtà si scopre che è uno Zero. Grazie ad esso, Saito potrà tornare a casa nel giorno in cui ci sarà un'eclissi, cioè entro tre giorni, ma questo significherà dire addio a Louise. |                   |         |
| 13 | Louise del vuoto 「虚無のルイズ」 - Kyomu no Louise | 24 settembre 2006 |         |
| 13 | La guerra è nel pieno sviluppo. Louise "licenzia" Saito dal ruolo di famiglio e va in guerra. Le forze di Tristain non riescono a superare quelle di Albion, ma improvvisamente nel cielo appare l'aereo di Saito, che sconfigge molto facilmente i dragoni di Albion, tranne quello di Ward. Louise sale a bordo dell'aereo di Saito, mentre le due lune iniziano ad eclissarsi. Louise, come se fosse posseduta, inizia a recitare un incantesimo, che fa esplodere le navi, ma non uccide le persone al suo interno. Alla fine Saito perde l'eclissi e Louise sviene. Quando si riprende, si trova in braccio a Saito, e gli chiede il motivo per cui non fosse partito. Lui risponde "Perché sono il tuo famiglio". Louise allora lo bacia piangendo, ma poi avvisa Saito che era solo un modo per riformare il contratto Padrona-Famiglio. |                   |         |

### Zero no tsukaima: Futatsuki no kishi
| Nº | Titolo italiano (traduzione letterale) Giapponese 「Kanji」 - Rōmaji | In onda           | In onda |
| Nº | Titolo italiano (traduzione letterale) Giapponese 「Kanji」 - Rōmaji | Giapponese        |         |
| 1  | Sua maestà la principessa, Zero 「女王陛下のゼロ」 - Joō-heika no Zero | 8 luglio 2007     |         |
| 1  | Louise dona a Saito un paio di occhiali che le permettono di capire quando guarda una ragazza in modo perverso. Purtroppo, quando è il turno di Henrietta, Louise usa la sua magia "Explosion" contro Saito, provocando però un malinteso: infatti la guardia della principessa crede che si tratti di un attentato alla vita di Henrietta. Pertanto Saito viene arrestato, e gli viene chiesto dalla principessa di aiutare Louise nelle missioni che la principessa le darà. Lui accetta, insieme a Louise, dato che lei non vede l'ora di rendersi utile alla sua cara amica. |                   |         |
| 2  | Il giuramento del vento e dell'acqua 「風と水の誓い」 - Kaze to mizu no chikai | 15 luglio 2007    |         |
| 2  | Questo episodio è particolarmente incentrato nella vecchia storia d'amore di Hentrietta con Wardes. Henrietta è molto triste per la morte dell'amato, ma lo vede apparire al suo balcone. Questo le chiede di scappare insieme, e lei accetta. Viene rincorsa da Louise e Saito, ma li convince a lasciarla in pace, almeno fino a quando scoprono che in realtà il principe è ancora morto. È il suo corpo ad essere controllato dalla magia del Vuoto. Quando svelano l'inganno, Wardes per un momento torna in vita, giusto in tempo per chiedere alla sua amata di cercare un nuovo amore. |                   |         |
| 3  | La spada del chierico 「聖職者の剣」 - Seishokusha no tsurugi | 22 luglio 2007    |         |
| 3  | Tutti gli studenti maschi dell'accademia vengono convocati nell'esercito in previsione di un imminente, nuovo conflitto con Albion. Al loro posto arrivano il nuovo studente Julio Cesare, un sacerdote-guerriero del regno di Romalia, e un manipolo di moschettiere guidate da Agnes, per addestrare anche le ragazze al combattimento. Julio, che riscuote ben presto un notevole successo tra le studentesse, sfida Saito ad un combattimento, mettendo in palio un bacio di Louise. La notte prima della sfida Saito si addestra con Agnes, così da imparare a combattere senza ricorrere ai suoi poteri, ma nel duello, pur vincendo, si rende subito conto che l'avversario ha perso volutamente. Intanto, ad Albion, un colpo di stato porta al potere l'ambizioso magistrato Sheffield |                   |         |
| 4  | Le tre sorelle Vallière 「ヴァリエールの三姉妹」 - Varieeru no sanshimai | 29 luglio 2007    |         |
| 4  | Elleonore, una delle due sorelle maggiore di Louise, riporta a casa Louise dopo aver scoperto che l'accademia costringe le ragazze ad addestrarsi nel combattimento. Saito e Siesta vanno con lei, scoprendo che la convocazione a casa di Louise è dovuta soprattutto al fatto che i suoi genitori stanno seriamente pensando di farla sposare. Alla fine, mentre sono da soli in barca, Saito si dichiara a Louise e i due si baciano, ma vengono scoperti dai genitori di Louise. Saito a quel punto "rapisce" la propria padrona e scappa dal castello assieme a Siesta, grazie anche all'aiuto di Cattherine, la sorella maggiore di Louise. |                   |         |
| 5  | Il marchio della spia 「間諜の刻印」 - Kanchō no kokuin | 5 agosto 2007     |         |
| 5  | Elleonre e Cattherine arrivano all'accademia come nuove insegnanti di stregoneria. Quella stessa notte però, un ladro misterioso viene sorpreso a tentare di rubare gli anelli appartenenti ad Henrietta e Wales, che la regina aveva lasciato alla scuola. Alla fine il ladro si rivela essere Michel, la seconda di Agnes, che viene sconfitta in duello da Saito senza che questi faccia ricorso ai suoi poteri (la stava affrontando con un attrezzo per camino). Interrogata da Agnes, Michel rivela di aver agito su commissione dell'ambizioso e corrotto ministro Lisham, che Agnes da anni tenta di incriminare per aver ordinato la distruzione del suo villaggio. |                   |         |
| 6  | Il giorno libero della regina 「女王の休日」 - Joō no kyūshitsu | 12 agosto 2007    |         |
| 6  | Per portare allo scoperto Lisham, la principessa Henrietta orchestra con Agnes la propria scomparsa, affidandosi alla protezione di Saito e mandando segretamente Louise a lavorare ancora una volta alla locanda delle Fate Incantatrici. Credendo che la principessa sia effettivamente scomparsa Lisham inizia a progettare un colpo di stato, venendo in questo modo smascherato da Henrietta durante una rappresentazione teatrale. Il ministro, scoperto, tenta di scappare, ma viene ucciso da Agnes nei sotterranei della città. |                   |         |
| 7  | Il documento segreto nel sotterraneo 「地底の秘密文書」 - Chitei no himitsu bunsho | 19 agosto 2007    |         |
| 7  | Henrietta firma la dichiarazione di guerra contro Albion. Intanto, all'accademia, Louise, Saito , Agnes, Siesta (a cui Saito ha regalato una uniforme alla marinara riadattando un altro abito poiché "a Louise non sarebbe andato bene, perché non ha seno"), Catherine e Colbert si avventurano nei sotterranei della scuola alla ricerca dell'archivio generale di stato, dove dovrebbe essere registrato anche il nome di colui che comandava la spedizione colpevole di aver distrutto il villaggio di Agnes. Agnes riesce a trovare il libro in questione, ma si accorge che il nome è stato strappato, e prima che possa indagare ancora il gruppo è costretto a scappare per l'entrata in funzione del meccanismo di allarme che sigilla l'archivio (stavano indagando senza il permesso del direttore) |                   |         |
| 8  | Crisi all'accademia di magia 「魔法学院の危機」 - Mahō gakuin no kiki | 26 agosto 2007    |         |
| 8  | Sheffield incarica il sadico mercenario stregone Menbil di attaccare l'accademia di magia di Tristein per costringere Henrietta alla resa in cambio della vita delle giovani di buona famiglia che vi studiano. I mercenari nottetempo riescono quindi a prendere possesso della scuola prendendo in ostaggio tutte le studentesse, gli inservienti e gli insegnanti. Avendo saputo da Saito che Louise sta manifestando l'idea di andare in guerra, sua sorella Elleonore la chiude nelle segrete guardata a vista dal ragazzo, e questo permette ai due di sfuggire all'assalto iniziale assieme a Tabitha, Kirche e al professor Colbert. Agnes e le sue moschettiere tentano un espediente per stanare gli aggressori, ma vengono scoperte da Menbil che, di fronte ad Agnes, rivela di essere stato il secondo il comando nella missione che distrusse il suo villaggio, e di essere stato sfigurato dal suo comandante, noto come Serpente di Fuoco. |                   |         |
| 9  | L'espiazione del fuoco 「炎の贖罪」 - Honoo no shokuzai | 2 settembre 2007  |         |
| 9  | Grazie a delle rudimentali bombe luminose inventate dal professor Colbert, Saito e gli altri riescono a liberare gli ostaggi e ad avere ragione degli assalitori, tranne che dello stesso Menbil, che si rivela essere cieco, e che li mette tutti al tappeto. Viene però fermato da Colbert, che si rivela essere il vero Serpente di Fuoco. Anni prima, aveva dato fuoco al villaggio di Agnes perché segnalato come focolaio di un'epidemia, e quando si era reso conto di essere stato ingannato (il villaggio era sospettato di eresia), aveva tratto in salvo la piccola Agnes per poi cambiare nome e diventare un insegnante. Agnes, furiosa, tenta di ucciderlo, ma finisce nel mirino di Menbil, che viene ucciso da Colbert, il quale, oltretutto, rimane gravemente ferito per tentare di proteggerla. Nonostante ciò, Agnes è ancora determinata ad ucciderlo per ottenere vendetta, ma prima che possa farlo, nonostante le suppliche dei ragazzi, il professore muore. Qualche giorno dopo, Saito e Louise si preparano a partire per Albion, e Agnes consegna a Saito una lettera da parte di Colbert trovata nella sua stanza, nella quale il professore confessava il suo crimine e chiedeva a Saito di non uccidere mai. |                   |         |
| 10 | Il nemico sulla cima innevata 「雪嶺の敵」 - Setsurei no teki | 9 settembre 2007  |         |
| 10 | Saito e Louise vengono inviati con lo Zero sulla città di South Gota, prossimo obiettivo dell'invasione di Tristein. Lo scopo è quello di spazzare via le truppe nemiche senza ferire i civili, ma al momento decisivo Louise non riesce ad usare il suo potere e l'aereo viene abbattuto dopo aver a sua volta sconfitto tre cavalieri del drago nemici. Il giorno dopo, dopo che Louise ha salvato Saito dall'ipotermia scaldandolo con il suo corpo nudo, i due incontrano uno dei cavalieri, Henry. Mentre trasportano Henry al sicuro Saito denigra una volta di più quella che è l'opinione comune di molti nobili di quel mondo, inclusi Henry e Louise, che antepongono il loro onore alla propria vita e ai propri sentimenti. Quando però un manipolo di soldati di Albion raggiunge il luogo dove si trovano i tre, però, Henry permette a Saito e Louise di fuggire. |                   |         |
| 11 | L'avvento argenteo 「銀の降臨祭」 - Shirogane no kōrinsai | 16 settembre 2007 |         |
| 11 | Saito e Louise sono sempre più ai ferri corti a causa dell'atteggiamento di Louise, che continua a non capire il pensiero di Saito secondo cui andare in guerra e morire solo per onore sia una cosa stupida. Siesta tenta di approfittare della situazione, ma poi si rende conto che i sentimenti di Saito per Louise sono ancora molto forti, quindi le dona una pozione soporifera per addormentare Louise nel caso il suo onore metta in pericolo la vita del ragazzo e potersi così salvare la vita. Intanto, Shieffield avvelena l'acqua di South Gota, facendo impazzire i soldati di Tristein che si scagliano gli uni contro gli altri. |                   |         |
| 12 | Matrimonio d'addio 「さよならの結婚式」 - Sayonara no kekkonshiki | 23 settembre 2007 |         |
| 12 | L'attacco di Tristein ad Albion è fallito, e gli attaccanti sono costretti ad abbandonare l'isola in tutta fretta, mentre un esercito di 70000 nemici si sta dirigendo verso di loro. Louise si offre di restare in retroguardia, una vera e propria missione suicida, e prima che tutti se ne vadano chiede a Saito, che aveva tentato di dissuaderla, di sposarlo. Il matrimonio viene sommariamente celebrato in una chiesa del porto, dove ognuno dei due dona all'altro una bottiglietta con all'interno un fiore magico simboleggiante lo spirito dell'amato e fanno un brindisi bevendo del vino. Nel bicchiere di Louise, però, era presente la pozione soporifera, e appena la ragazza si addormenta Saito la affida a Julio perché la porti via per poi prendere il suo posto. Saito, da solo, affronta l'esercito di Albion, riuscendo a far guadagnare ai tristeniani il tempo sufficiente per ritirarsi, ma sopraffatto dalla superiorità numerica dei nemici alla fine muore. Louise, risvegliatasi a bordo dell'ultima nave in partenza, può solo osservare, disperata, il fiore di Saito appassire. Passano i giorni, e nell'accademia regna la tristezza per il sacrificio di Saito. Louise è pazza di dolore, e rimpiange di non essere mai riuscita a dire a Saito che lo amava, ma all'improvviso il suo fiore, da appassito che era, ritorna alla vita. Louise, attonita, corre fuori dalla scuola, e vedendo comparire Saito sano e salvo gli corre incontro pazza di gioia. Il ragazzo rivela di essere effettivamente quasi morto, ma di essere stato salvato all'ultimo da una fata misteriosa e molto prosperosa. Ovviamente, l'ultimo commento gli costa caro. |                   |         |

### Zero no tsukaima: Princess no Rondo
| Nº  | Titolo italiano (traduzione letterale) Giapponese 「Kanji」 - Rōmaji | In onda           | In onda |
| Nº  | Titolo italiano (traduzione letterale) Giapponese 「Kanji」 - Rōmaji | Giapponese        |         |
| 1   | Il marchio del famiglio 「使い魔の刻印」 - Tsukaima no kokuin | 6 luglio 2008     |         |
| 2   | La fata della foresta 「森の妖精」 - Mori no yōsei | 13 luglio 2008    |         |
| 3   | Il ritorno dell'eroe 「英雄のおかえり」 - Eiyū no okaeri | 20 luglio 2008    |         |
| 4   | La chiacchierata studentessa trasferita 「噂の編入生」 - Uwasa no hennyū sei | 27 luglio 2008    |         |
| 5   | L'intrigante bagno delle donne 「魅惑の女子風呂」 - Miwaku no joshiburo | 3 agosto 2008     |         |
| 6   | La polvere proibita 「禁断の魔法薬」 - Kindan no mahō yaku | 10 agosto 2008    |         |
| 7   | Il ballo Slepnir 「スレイプニィルの舞踏会」 - SUREIPUNIIRU no Butōkai | 17 agosto 2008    |         |
| 8   | Inseguimento sull'Ostrant 「東方号の追跡」 - Osutoranto gō no tsuiseki | 24 agosto 2008    |         |
| 9   | La sorellina di Tabitha 「タバサの妹」 - TABASA no imōto | 31 agosto 2008    |         |
| 10  | La strada per il confine 「国境の峠」 - Kokkyō no tōge | 7 settembre 2008  |         |
| 11  | Prigioniera ad Ahambra 「アーハンブラの虜」 - Aahanbura no toriko | 14 settembre 2008 |         |
| 12  | Le ali della libertà 「自由の翼」 - Jiyū no tsubasa | 21 settembre 2008 |         |
| OAV | La spiaggia della seduzione 「魅惑の砂浜」 - Miwaku no sunohama | 25 dicembre 2008  |         |
| OAV | La scuola di stregoneria si reca al mare in vacanza. Allora i maschi decidono di far fare alle ragazze, una serie di svariate prove in costumi da bagno sempre più piccoli e stretti. Le ragazze scoprono il tranello, e decidono di vendicarsi scrivendo ad ognuno delle lettere dicendogli di venire nel posto prescritto in gonnella e bikini, una volta venuti tutti esse lì legano, e poi vanno a divertirsi sulla spiaggia. Ma improvvisamente esce un polpo gigante dalle acque del mare e, comincia a stringere le ragazze in posti intimi. Poi verrà Saito ad aiutarle a liberarsi,ma una volta finito tutto ciò accadrà una cosa inaspettata. |                   |         |

### Zero no tsukaima F
| Nº | Titolo italiano (traduzione letterale) Giapponese 「Kanji」 - Rōmaji                       | In onda          | In onda |
| Nº | Titolo italiano (traduzione letterale) Giapponese 「Kanji」 - Rōmaji                       | Giapponese       |         |
| 1  | Louise del Sacro Impero 「聖国のルイズ」 - Hijiri kuni no Ruizu                            | 7 gennaio 2012   |         |
| 2  | La sacerdotessa di Aquileia 「水都市(アクイレイア)の巫女」 - Mizu toshi (akuireia) no miko | 14 gennaio 2012  |         |
| 3  | La rabbia del re incompetente 「無能王の乱心」 - Munō-ō no ranshin                         | 21 gennaio 2012  |         |
| 4  | La ricompensa della regina 「女王陛下の恩賞」 - Joōheika no onshō                          | 28 gennaio 2012  |         |
| 5  | Le fanciulle Des Ornières 「ド・オルニエールの乙女たち」 - Do oruniēru no otome-tachi      | 4 febbraio 2012  |         |
| 6  | Una sorgente termale caotica 「波乱の露天風呂」 - Haran no rotenburo                       | 11 febbraio 2012 |         |
| 7  | L'elfo del deserto 「砂漠のエルフ」 - Sabaku no Erufu                                      | 18 febbraio 2012 |         |
| 8  | Fuga per la condotta sotterranea 「逃亡の地下水道」 - Tōbō no chikasuidō                   | 25 febbraio 2012 |         |
| 9  | L'incoronazione di Tabitha 「タバサの戴冠」 - Tabasa no taikan                             | 3 marzo 2012     |         |
| 10 | Il risveglio del disastro 「災厄の目覚め」 - Saiyaku no mezeme                             | 10 marzo 2012    |         |
| 11 | La scelta di Louise 「ルイズの選択」 - Ruizu no sentaku                                    | 17 marzo 2012    |         |
| 12 | Il famiglio di zero 「ゼロの使い魔」 - Zero no tsukaima                                    | 24 marzo 2012    |         |

## Trasmissione
Zero no tsukaima F è stata trasmessa per la prima volta da AT-X alle ore 8:30 del 7 gennaio 2012 e poi replicata alle ore 22:30. È stata poi trasmessa come riportato nella seguente tabella:
| Zona                               | Canale   | Inizio Prima TV | Fine Prima TV | Giorno e orario |
| ---------------------------------- | -------- | --------------- | ------------- | --------------- |
| Tutto il Giappone (TV satellitare) | AT-X     | 7 gennaio 2012  | 24 marzo 2012 | Sabato, 8:30    |
| Prefettura di Chiba                | Chiba TV | 8 gennaio 2012  | 25 marzo 2012 | Domenica, 00:30 |
| Prefettura di Kanagawa             | tvk      | 8 gennaio 2012  | 25 marzo 2012 | Domenica, 01:30 |
| Città di Tokyo                     | Tokyo MX | 9 gennaio 2012  | 26 marzo 2012 | Lunedì, 01:30   |
| Prefettura di Hyōgo                | Sun TV   | 10 gennaio 2012 | 27 marzo 2012 | Martedì, 02:05  |
| Prefettura di Aichi                | TV Aichi | 10 gennaio 2012 | 27 marzo 2012 | Martedì, 02:02  |
| Tutto il Giappone (TV satellitare) | BS11     | 14 gennaio 2012 | 31 marzo 2012 | Sabato, 00:00   |

Zero no tsukaima F è stato pubblicato in DVD e Blu-Ray Disc a partire dal 22 febbraio 2012, al costo di 7,140 Yen. Gli episodi sono stati distribuiti in 16:9, senza alcuna modifica nel formato video.